# John Doe
"John Doe" é uma canção do rapper norte-americano B.o.B em parceria com a cantora Priscilla Renea. Ela foi lançada como single para download digital em 3 de Dezembro de 2013. Foi composta por Bobby Ray Simmons, Priscilla Renea e Earley e foi produzida por Geofro Cause. A música é o terceiro single do terceiro álbum de estúdio do rapper, Underground Luxury.

## Videoclipe
O vídeo oficial da música, foi dirigido por K. Asher Levin, e foi lançado em 16 de janeiro de 2014. O vídeo apresenta a atriz porno Skin Diamond, retratando uma jovem que se mudou recentemente para Hollywood na esperança de se tornar uma estrela, mas se envolve com pessoas erradas que a forçam a usar drogas. A modelo norte-americana e ex-atriz pornô Allie Haze, também faz uma aparição no vídeo.

## Desempenho Comercial
| Parada (2012)                              | Melhor posição |
| ------------------------------------------ | -------------- |
| Bélgica - (Ultratip - Flanders)            | 6              |
| Bélgica - (Ultratip - Valônia)             | 15             |
| Chéquia - (Czech Airplay Chart)            | 67             |
| Países Baixos - (Mega Charts)              | 21             |
| Estados Unidos - (Billboard Hot 100)       | 69             |
| Estados Unidos - (Billboard Digital Songs) | 41             |
| Estados Unidos - (Billboard Rap Songs)     | 10             |

## Histórico de Lançamento
| País           | Data                  |
| -------------- | --------------------- |
| Estados Unidos | 3 de Dezembro de 2014 |